# Alberto Moroy Salsedo
Alberto Moroy  Salsedo (Tacuarembó, Uruguay, 7 de agosto de 1875-10 de noviembre de 1941) fue un médico, político y diplomático uruguayo, que formaba parte del Partido nacional (Uruguay) ocupando el cargo de diputado nacional, senador (1925 - 1931) Vicepresidente de la cámara de representantes ( 1932 - 1935) y posteriormente cónsul general en Burdeos, Bilbáo y Portugal.

## Biografía Personal
Hizo sus estudios de medicina merced a la ayuda de un hermano mayor, don Félix Moroy, Realizó su estudios en la Facultad de medicina de Buenos Aires revalidando su título el 11 de junio de 1911. Recibido de médico se instaló en Tacuarembó en calle 25 de Mayo al 241, contiguo al local que ocupa la “Galería La Fe”. Físicamente era el Dr. Moroy delgado y de regular estatura. Era un hombre muy agradable en el trato y extraordinariamente humano. Hizo en el pueblo mucha caridad y fue muy querido. Contrajo matrimonio con Isabel Gil y tuvo un solo hijo, Luis Alberto Moroy, que estudió derecho en la universidad de Valladolid (España), Para luego retornar a Uruguay y trabajar como jefe de tribunal de cuentas y jurista.

## Inicios en la política
8 de febrero de 1925 - Victoria del partido nacional en la elección del consejo nacional de administración, asumiendo la Presidencia del cuerpo el Dr. Luis Alberto de Herrera e ingresando también el Dr. Martín C. Martínez. Desde el período anterior actuaban Carlos Mar Morales y Eduardo Lamas. Fueron 119.255 votos nacionalistas contra 115.518 colorados y 7.137 votos para el Partido Colorado Radical (vieristas) que no se sumar al lema común. Antes de asumir, los dos Consejeros fueron recibidos desde los balcones de esa sede, Herrera pronunció un discurso: ”Sentimos junto a nosotros, colaborando con nosotros en el empeño esclarecido una fuerza irresistible, callada y elocuente, misteriosa y sin misterio quenos ayuda a levantar la roca y que reduce ala nada los mayores obstáculos, es la opinión publica, que con nuestra derecha la hemos conquistado¨.
También se eligieron los colegios departamentales que determinaron los futuros senadores. En cinco de ellos tuvo mayoría el Partido Nacional y Cortinas, Berro, Moroy, Aramendía y Duvimioso Terra También alcanzaron bancas en la Cámara de Senadores.

## Referencias

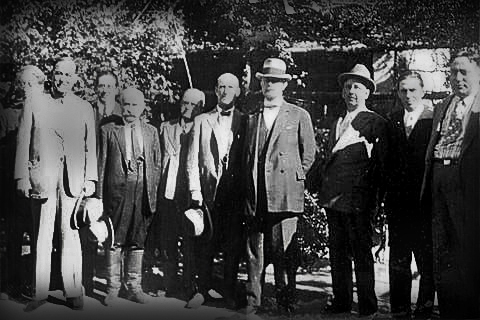
Luis Alberto Herrera - Beltrán & Moroy - Partido Blanco Uruguay